# غريت هيرمان
غريت هيرمان (بالألمانية: Grete Hermann)‏ (و. 1901 – 1984 م) هي رياضياتية، وفيلسوفة، وفيزيائية، وأستاذة جامعية من المملكة المتحدة . ولدت في بريمن (مدينة) .
توفيت في بريمن (مدينة)، عن عمر يناهز 83 عاماً.

## التعليم
تعلمت في جامعة غوتنغن